# Colaspoides tamdaoensis
Colaspoides tamdaoensis es un coleóptero de la familia Chrysomelidae.
Fue descrita científicamente en 2004 por Medvedev.